# Casa a tre cilindri
La cosiddetta “casa a tre cilindri” è un edificio residenziale in condominio di Milano, sito nel quartiere di San Siro, alla periferia nord-occidentale della città, in via Gavirate al civico 27.
Costruita dal 1959 al 1962 su progetto di Angelo Mangiarotti e Bruno Morassutti, rappresenta una delle opere più note dei due architetti, soprattutto a causa della sua immagine inconsueta.

## Storia

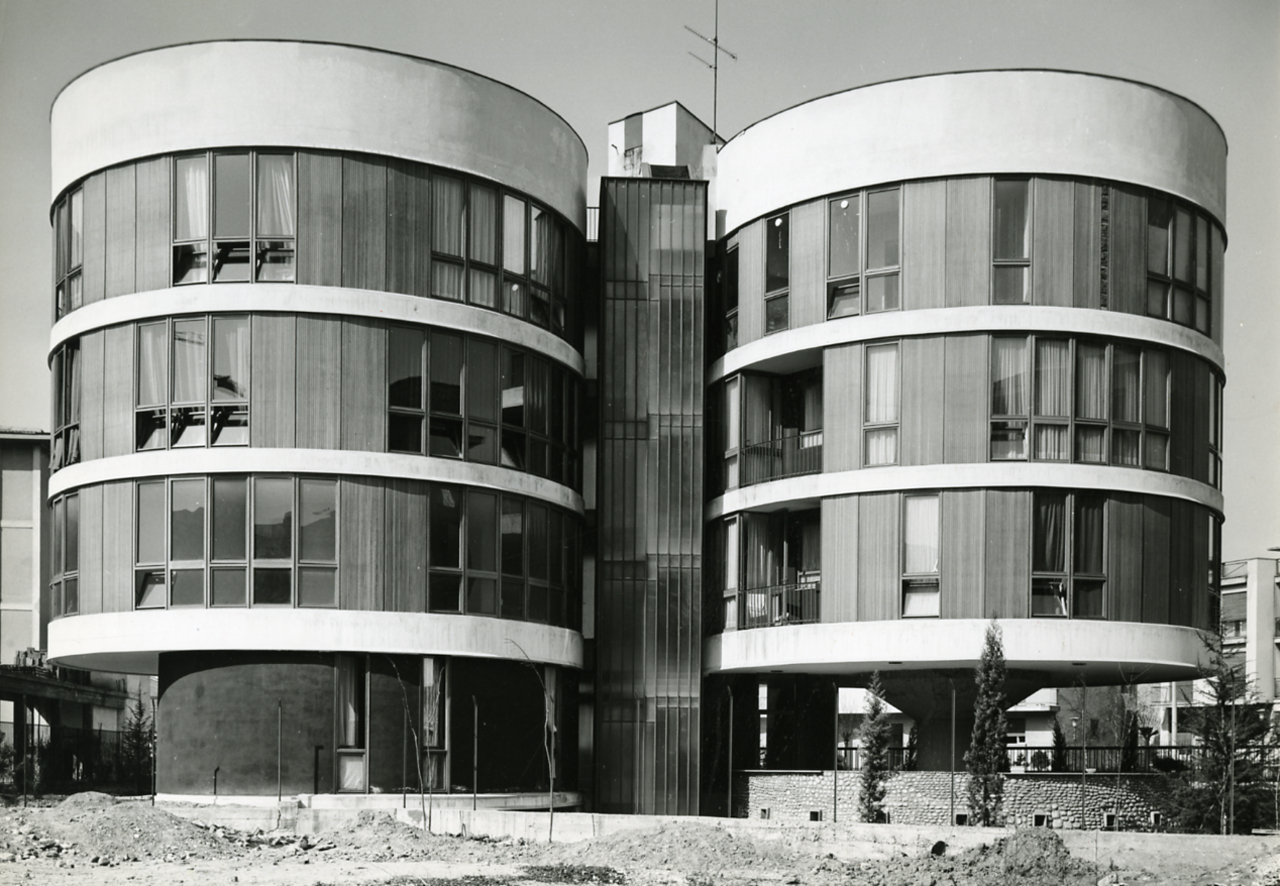
L'edificio fotografato da Paolo Monti nel 1970

L'edificio venne commissionato agli architetti Angelo Mangiarotti e Bruno Morassutti da una cooperativa di funzionari statali, che richiesero appartamenti ben illuminati e indipendenti fra loro.
I progettisti dovettero anche sottostare alle regole urbanistiche piuttosto restrittive per l'area in questione, inserita in un quartiere giardino di palazzine isolate all'interno di giardini privati, e anche l'irregolarità del lotto rappresentava un ulteriore vincolo; da tutte queste difficoltà maturò l'originale soluzione “a tre cilindri”.
La costruzione iniziò nel 1959 e si concluse nel 1962.

## Caratteristiche

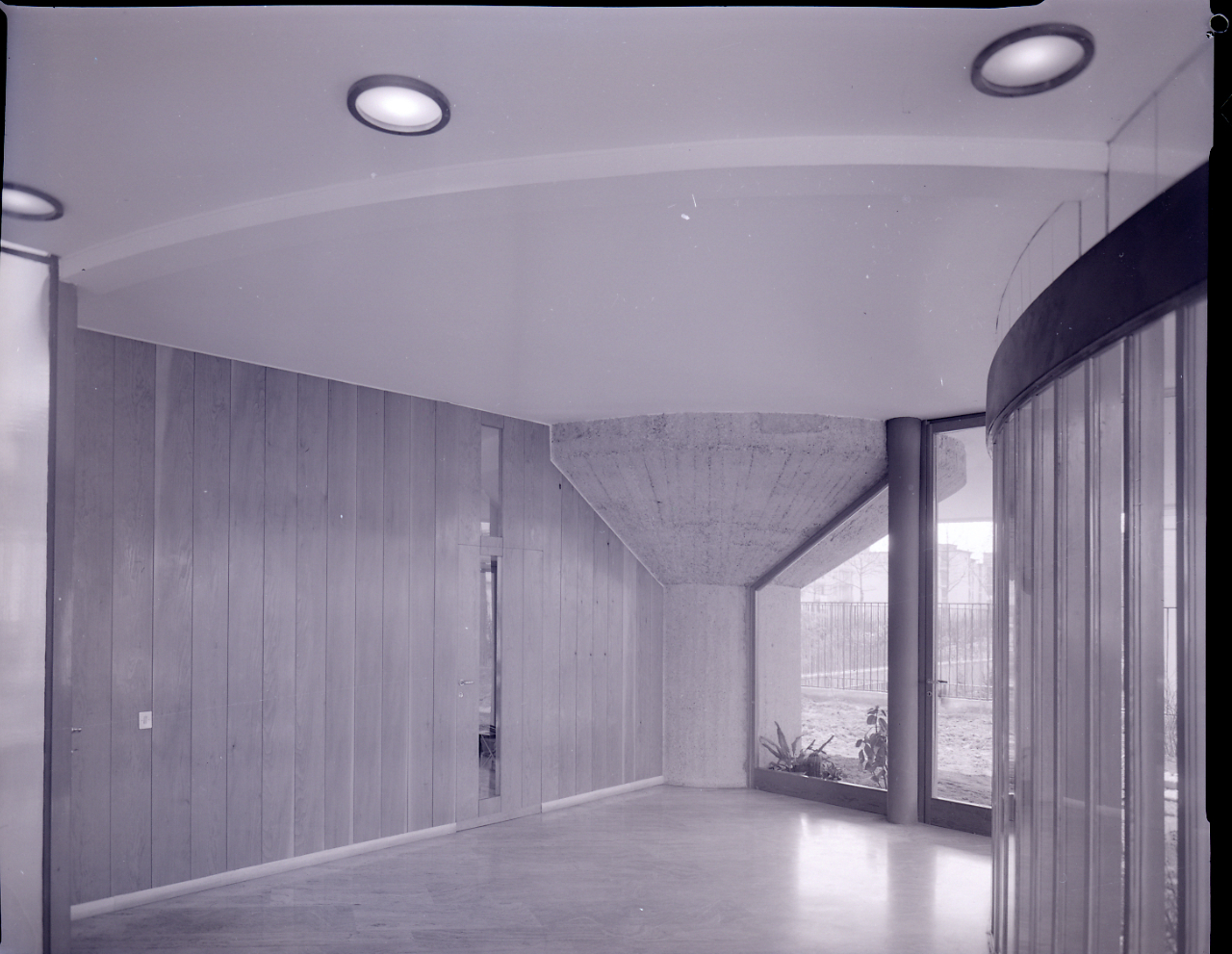
Scorcio dell’interno. Foto di Paolo Monti.

L’edificio è posto nel centro di un lotto di forma irregolare, posto lungo via Gavirate e piantumato a verde.
La pianta consta di tre elementi cilindrici a torre, ognuno di tre piani, disposti a triangolo e collegati da un elemento centrale vetrato, contenente le scale e gli ascensori.
Ognuno dei tre elementi circolari contiene un appartamento per piano, per un totale di nove appartamenti, a cui ne va aggiunto un decimo per il custode, posto al piano terreno di uno dei tre cilindri (negli altri due il piano terreno è libero). Alla sommità sono ospitate tre terrazze-giardino.
Staticamente i tre cilindri sono sostenuti da una grande colonna centrale, che contiene anche gli impianti tecnici, e che dal primo piano in su si allarga dividendosi in svariati setti murari; l’originale schema statico fu progettato dall’ingegnere Aldo Favini, per lungo tempo collaboratore di Mangiarotti e Morassutti.
Lo schema strutturale consentì una progettazione libera degli appartamenti, che si riflette nelle facciate esterne, disegnate con fasce continue in cui le finestrature si alternano a pannelli di legno.